# 舒泰
舒泰（1844年—?），字子和，号心泉，那拉氏，盛京滿洲正紅旗人，清朝政治人物、同進士出身。
表兄精一，同治辛未进士。
同治十二年癸酉科，顺天乡试中举，光緒九年（1883年），参加癸未科殿試，登進士三甲107名。同年五月，著交吏部掣签分发各省，以知县即用。